# Frankie Knuckles
Francis Warren Nicholls, Jr (El Bronx, Nueva York, 18 de enero de 1955-Chicago, Illinois, 31 de marzo de 2014), más conocido por su nombre artístico Frankie Knuckles, fue un DJ y Productor discográfico estadounidense, a menudo llamado como el padre de la música house, que surgió a fines de los años 70. Como DJ, su trabajo desde Chicago ayudó a popularizar el estilo, no solo pinchando, sino también por el aporte de sus producciones y remixes. En 2005 fue incluido en el Salón de la Fama de la Música Dance por su trabajo como DJ.

## Carrera
Comenzó su carrera pinchando soul, disco y R&B en The Continental Baths. Tiempo después, cuando su nombre se hizo bien conocido, fue invitado a pinchar de forma regular en Warehouse, un club de Chicago abierto en 1977. Esta residencia duró hasta 1982 año en que abrió su propio club: The Power Plant.
Tiempo después el negocio se puso difícil y el club cerró. Se mudó a Nueva York en donde continuó su trabajo como DJ residente en lugares como The choice. 
Una vez establecido en Nueva York se interesó por la producción y la remezcla de música.
Ha colaborado en distintos sellos neoyorquinos y remezclado también con leyendas como Shep Pettibone, en un sencillo de SALSOUL MUSIC.
Fundó su sello Defmix Productions con la inclusión de artistas como David Morales, Satoshi Tomiie y Bobby D'Ambrosio.
Su trabajo con Tomiie produjo en 1989 el recordado tema "Tears", con vocales de Robert Owens, el cual fue reeditado en varias ocasiones.
Su nombre se hizo más conocido a principio de los 90s favorecido por el aumento de popularidad de la música House. En el año 1991 lanzó "The Whistle Song" una de sus producciones más famosas.
Ganó en 1997 un Grammy al "remix del año".
Se ha mantenido produciendo música y haciendo remixes. En 2004 lanzó el álbum "New reality" el cual fue muy bien recibido por la crítica.
Falleció en Chicago el 31 de marzo de 2014 debido a complicaciones derivadas de la diabetes que padecía.

## Discografía

### Álbumes
- 1991: Beyond the mix, Virgin

- 1995: Welcome to the real world, Virgin

- 2001: Frankie Knuckles & Annabelle Gaspar Out There: 2001 Mardi Gras, Zomba

- 2002: Motivation, DeFinity

- 2004: New reality, DeFinity

- 2006: Dubj's D'Light (A Remixed Reality)

### Compilaciones
- 1994: United DJs of America Volume 4, DMC

- 1999: Best of Frankie Knuckles, Mirakkle

- 2000: Choice a collection of classic, Azuli

- 2000: The Godfather of house music: Trax Classic, Crown

- 2002: The greatest hits of Trax Classic, Trax

- 2009: Motivation Too, Nervous Records

### Singles y EP
- 1986:Your love, Trax

- 1987: You can't hide from yourself, CBS

- 1987: Baby wants to ride, Dj International

- 1989: Tears (Frankie Knuckles presents Satoshi Tomiie) - FFRR

- 1989: Your love / Baby Wants To Ride, Radical

- 1990: Move your body ('90 Remix) (Frankie Knuckles presents Marshall Jefferson), Trax

- 1991: It's hard sometimes, Virgin

- 1991: The whistle song, Virgin

- 1992: Workout, Virgin

- 1992: Rain falls, Virgin

- 1995: Too many fish, Virgin

- 1995: Whadda u want (for me), Virgin

- 1996: Love can change it, Virgin

- 1999: Tears, Essential/FFRR

- 2001: Keep on movin', DeFinity

- 2009: The ones you love (feat. The Shapeshifters), Nocturnal Groove Digital

- 2011: Your Love (Pres. Director's Cut Feat. Jamie Principle)

### Remixes
1986
- Ride the rhythm - Marshall Jefferson, Trax

1987
- Hypnotic tango - My Mine, Danica

1988
- A love supreme - Will Downing, Island
- Voodoo ray - A Guy Called Gerald, Warlock
- Left to My Own Devices - Pet Shop Boys, Parlophone

1989
- Ain't nobody - Chaka Khan, WEA
- Love together - L.A. Mix, Breakout
- One Man - Chanelle, Cooltempo
- The real thing - ABC, Mercury
- Whatcha gonna do with my lovin - Inner City, Virgin

1990
- A matter of fact - Innocence, Cooltempo
- Tomorrow - Tongue N Cheek, Syncopate
- Where love lives - Alison Limerick, Arista
- You've Got the Love – The Source feat. Candi Staton

1991
- All true man - Alexander O'Neal, Syncopate
- It should have been me - Adeva, Cooltempo
- Talking with myself - Electribe 101, Mercury
- The pressure Pt. 1 - Sounds Of Blackness, Perspective
- Through - Victoria Wilson James, Epic

1992
- Anything - Sydney Youngblood, Cooltempo
- Hangin' on a string - Loose Ends, 10 Records
- In the Closet - Michael Jackson, Epic
- Moving in the right direction - The Pasadenas, Columbia
- One more day - The Neville Brothers, A & M Records
- The best things in life are free - Luther Vandross & Janet Jackson, Perspective
- Time will tell - Nu Shooz, Atlantic
- Until you come back to me - Adeva, Cooltempo

1993
- Because of love - Janet Jackson, Virgin
- I Never felt like this before - Mica Paris, 4th & Broadway
- There's no living without you - Will Downing, Mercury
- This i swear - Richard Darbyshire, Dome

1994
- Everyday thang - Melanie Williams, Columbia
- Hungah - Karyn White, Warner Bros
- Ten percent / My love is free - Double Exposure, Unidisc
- Baby - Rozalla, Epic
- Bring me love - Andrea Méndez, Azuli

1995
- Can I Touch You ... There? - Michael Bolton, Columbia
- Keep the fire burnin' - Dan Hartman & Loleatta Holloway, Columbia
- Power of love - Luther Vandross, Epic
- You Are Not Alone - Michael Jackson, Epic

1996
- Hit me off - New Edition, MCA
- Never miss the water - Chaka Khan, Reprise
- Stomp - Quincy Jones, Qwest
- The boy from Ipanema - Crystal Waters, Antilles
- Un-Break My Heart - Toni Braxton, LaFace
- They Don't Care About Us – Michael Jackson, Epic

1997
- Closer than close - Rosie Gaines, Bigbang e HiBias
- Everything, Mary J. Blige, MCA
- Freedom - Robert Miles, DeConstruction
- Got 'til it's gone - Janet Jackson, Virgin
- I don't want to - Toni Braxton, LaFace
- Just for you - M People, BMG
- Never gonna give you up - Lisa Stansfield, Arista

1998
- Shout to the top - Fire Island, V2

2000
- Inspired - Satoshi Tomiie, Sony

2008
- Blind - Hercules and Love Affair, DFA Records

2009
- Million Dollar Bill – Whitney Houston, Arista
- Wrong – Depeche Mode, Mute Records

2012
- Ultra Naté & Michelle Williams vs Ashford & Simpson - Waiting On You (Frankie Knuckles and Eric Kupper aka Director's Cut Mix)

2013
- Ariana Grande - Baby I
- Hurts - Blind (Frankie Knuckles & Eric Kupper Classic Extended Mix)